# 横山徹也
横山 徹也（よこやま てつや、1984年6月26日 - ）は、京都府舞鶴市出身の元プロ野球選手（捕手）。右投右打。
ニックネームは「ゴンゾウ」「ポコヤマン」。
現役引退後の2015年6月19日からシーズン終了まで育成選手として現役に復帰していた（詳細後述）。

## 経歴

### プロ入り前
福知山成美高等学校から2002年のドラフト6巡目で大阪近鉄バファローズへ入団した。同級生にヤクルト5巡目指名の大原秉秀がいる。

### 近鉄時代
近鉄入団後は二軍生活に終始。一軍公式戦への出場経験がないまま、オリックス・ブルーウェーブとの合併に伴う2004年末の分配ドラフトでオリックス・バファローズへ移籍した。

### オリックス時代

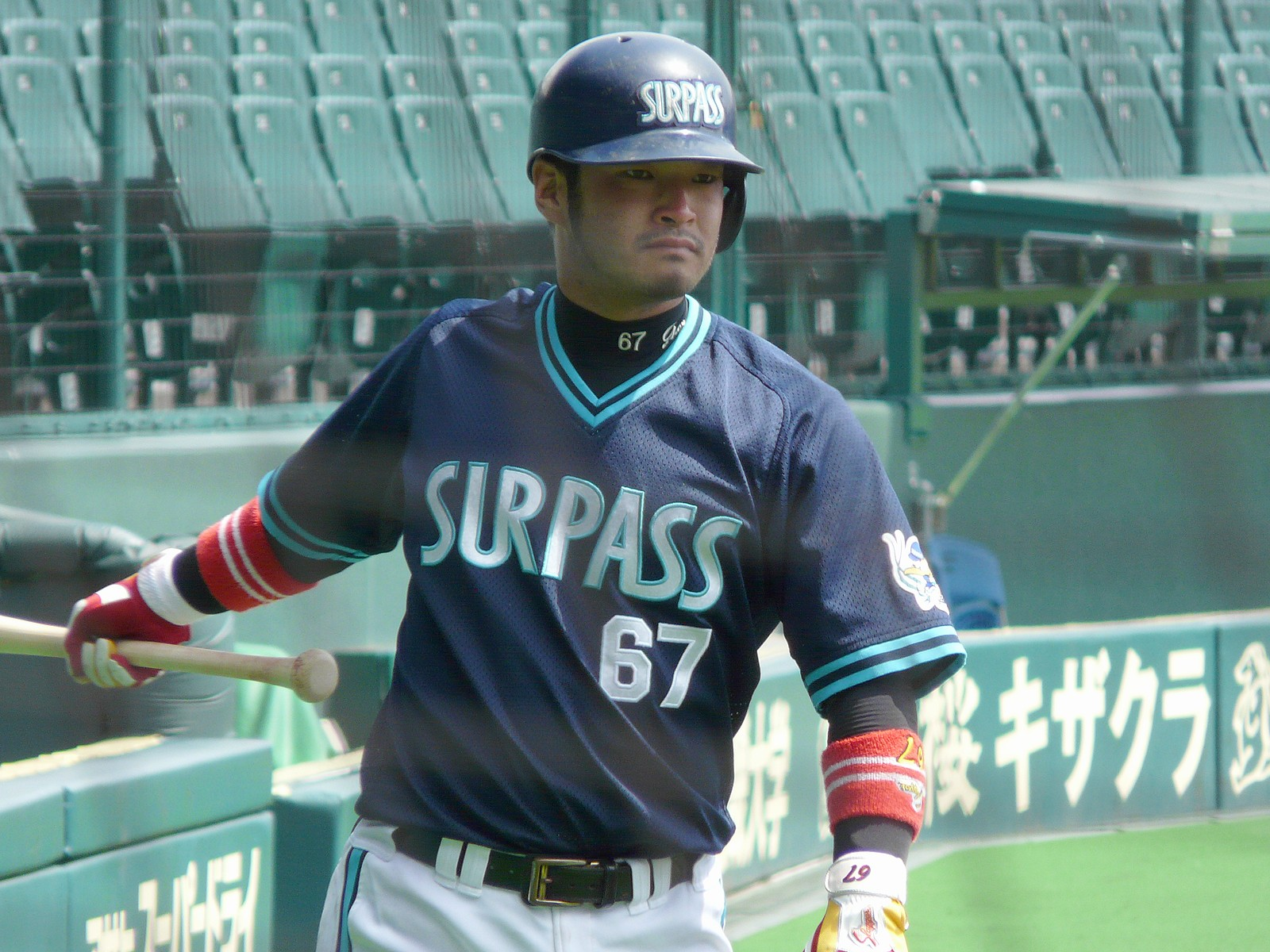
オリックス時代（2008年）

移籍1年目の2005年に、ウエスタン・リーグの公式戦で.326と高い打率をマーク。2008年8月19日の東北楽天ゴールデンイーグルス戦8回表の守備から、捕手として一軍デビューを果たした。
2009年には、シーズン初の一軍昇格になった5月1日の対楽天戦で、7回表に一軍初安打を記録した。一時は二軍に戻ったが、9月17日の対福岡ソフトバンクホークス戦でプロ入り初のスタメンマスクを経験した。9月27日の対千葉ロッテマリーンズ戦では、一軍初打点を含む3安打で、自身初の猛打賞を記録した。打席数こそ少なかったものの、通算打率が.421に達するなど、シーズン終盤を中心に打撃面でアピールを続けた。
2011年には、ウエスタン・リーグ公式戦で捕手としてチーム最多出場を果たした。打撃でも打率.267を記録したが、一軍での出場機会には恵まれず、一軍では3年振りの無安打に終わった。
2012年には、8月21日に、同じ捕手の日高剛と共にシーズン初の一軍昇格した。前日の試合で投手陣の大量失点を招いた伊藤光・斉藤俊雄両捕手に代わっての昇格だったことから、昇格当日の対北海道日本ハムファイターズ戦で早速スタメンマスクをかぶったが、5回裏に球団ワーストタイの1イニング11失点を喫した。その後も3試合でスタメンマスクを任されるものの、スタメン出場の4試合で投手陣が合計で35失点を喫した。打撃では一軍で2年振りの安打・打点を記録したが、上記のようにリード面で課題を露呈したことから、監督の岡田彰布は9月以降の公式戦では日高をスタメンに起用した。森脇浩司が監督代行に就任したシーズン終盤には、一軍へ復帰した伊藤が主にスタメンマスクを任されていた。
2013年には、一軍昇格の機会がないまま、10月26日に戦力外を通告された。しかし、現役続行への意向が強いことから、通告後には2度にわたって12球団合同トライアウトへ参加した。

### 独立リーグ時代
2013年12月16日に、独立リーグ・四国アイランドリーグplusの愛媛マンダリンパイレーツが横山の獲得を発表した。
2014年にはリーグ戦43試合に出場。打率.188、打点10、本塁打1という成績を残したが、シーズン終了後に契約期間を満了したことから退団（自由契約）。これを機に、一度現役を引退した。

### 楽天時代
2015年に、ブルペン捕手として東北楽天ゴールデンイーグルスへ入団したが、6月19日に球団と育成選手契約を結んだ。同年のチームは1軍捕手3人制を敷く中で、育成選手のアレハンドロ・セゴビアを含め6人の捕手が所属していた。ところが、嶋基宏と伊志嶺忠が6月に相次いで負傷で戦線離脱し、一軍に残る捕手が小関翔太だけとなったため、二軍から下妻貴寛と小山桂司が急遽一軍に昇格した。イースタン・リーグの公式戦に出場できる捕手がセゴビアのみで、セゴビアの交代および捕手の怪我人発生も許されない状況となった。これを受けて球団は横山を「イースタン・リーグの公式戦にのみ出場する」という条件で育成枠で現役に復帰させた。背番号はブルペン捕手としてつけていた125を引き続き着用した。復帰後は、捕手として同リーグ公式戦14試合に出場し、12打数1安打（1二塁打）、打率.083という成績を残した。シーズン終了後の10月30日には、改めて現役を引退することや、ブルペン捕手として再び契約することが球団から発表された。

## 人物
オリックス時代には、下山真二、大引啓次、金子千尋など、歴代のチームメイトのブログに登場し、「ゴンゾウ」の愛称で選手やファンに親しまれていた。また2012年は登場曲に「行くぜっ!怪盗少女」（ももいろクローバーZ）を採用していた。
ABCラジオでは、オリックス情報・応援番組『これぞ!Bs魂 〜気になるオリックス・バファローズ〜』からのスピンオフ企画として、当時オリックスに所属していた横山と大阪近鉄時代からのチームメイト・坂口智隆（愛称「ぐっち」）の共演による特別番組『ぐっち・ゴンゾウの「キバっていこうぜ!!」』を2011年1月3日に放送した。以降のレギュラー放送でも、横山・坂口に「ビッキー」という愛称を持つ大引を加えた鼎談企画『ぐっち・ゴンゾウ・ビッキーの「キバっていこうぜ!!」』を、2012年までのオフシーズン期間に3回実施。この企画がきっかけで、オリックスの本拠地・京セラドーム大阪では、3人のプロデュースによる女性向け弁当「ぐっち・ゴンゾウ・ビッキーのキバって弁当」を同年のシーズン中にオリックス戦限定で販売していた。
タレントのギャル曽根は、出身中学の後輩に当たる。

## 詳細情報

### 年度別打撃成績
| 年 度     | 球 団      | 試 合 | 打 席 | 打 数 | 得 点 | 安 打 | 二 塁 打 | 三 塁 打 | 本 塁 打 | 塁 打 | 打 点 | 盗 塁 | 盗 塁 死 | 犠 打 | 犠 飛 | 四 球 | 敬 遠 | 死 球 | 三 振 | 併 殺 打 | 打 率 | 出 塁 率 | 長 打 率 | O P S |
| --------- | ---------- | ----- | ----- | ----- | ----- | ----- | -------- | -------- | -------- | ----- | ----- | ----- | -------- | ----- | ----- | ----- | ----- | ----- | ----- | -------- | ----- | -------- | -------- | ----- |
| 2008      | オリックス | 2     | 1     | 1     | 0     | 0     | 0        | 0        | 0        | 0     | 0     | 0     | 0        | 0     | 0     | 0     | 0     | 0     | 0     | 0        | .000  | .000     | .000     | .000  |
| 2009      | オリックス | 10    | 19    | 19    | 2     | 8     | 2        | 0        | 0        | 10    | 1     | 0     | 0        | 0     | 0     | 0     | 0     | 0     | 5     | 1        | .421  | .421     | .526     | .947  |
| 2010      | オリックス | 11    | 15    | 15    | 1     | 4     | 1        | 0        | 0        | 5     | 1     | 0     | 0        | 0     | 0     | 0     | 0     | 0     | 6     | 1        | .267  | .267     | .333     | .600  |
| 2011      | オリックス | 5     | 11    | 8     | 0     | 0     | 0        | 0        | 0        | 0     | 0     | 0     | 0        | 1     | 0     | 2     | 0     | 0     | 2     | 0        | .000  | .200     | .000     | .200  |
| 2012      | オリックス | 15    | 27    | 25    | 1     | 6     | 0        | 0        | 0        | 6     | 1     | 0     | 0        | 1     | 0     | 1     | 0     | 0     | 5     | 0        | .240  | .269     | .240     | .509  |
| 通算：5年 | 通算：5年  | 43    | 73    | 68    | 4     | 18    | 3        | 0        | 0        | 21    | 3     | 0     | 0        | 2     | 0     | 3     | 0     | 0     | 18    | 2        | .265  | .296     | .309     | .605  |

### 年度別守備成績
| 年 度 | 捕手 | 捕手 | 捕手 | 捕手 | 捕手 | 捕手 | 捕手   | 捕手   | 捕手   | 捕手   | 捕手   |
| 年 度 | 試合 | 刺殺 | 補殺 | 失策 | 併殺 | 捕逸 | 守備率 | 企図数 | 許盗塁 | 盗塁刺 | 阻止率 |
| ----- | ---- | ---- | ---- | ---- | ---- | ---- | ------ | ------ | ------ | ------ | ------ |
| 2008  | 2    | 2    | 0    | 0    | 0    | 0    | 1.000  | 0      | 0      | 0      | -      |
| 2009  | 7    | 31   | 0    | 0    | 0    | 0    | 1.000  | 2      | 2      | 0      | .000   |
| 2010  | 11   | 32   | 2    | 0    | 0    | 0    | 1.000  | 3      | 2      | 1      | .333   |
| 2011  | 5    | 28   | 1    | 0    | 0    | 0    | 1.000  | 2      | 2      | 0      | .000   |
| 2012  | 15   | 44   | 5    | 0    | 0    | 0    | 1.000  | 9      | 8      | 1      | .111   |
| 通算  | 40   | 137  | 8    | 0    | 0    | 0    | 1.000  | 16     | 14     | 2      | .125   |

### 記録
NPB
- 初出場：2008年8月19日、対東北楽天ゴールデンイーグルス18回戦（スカイマークスタジアム）、8回表に日高剛に代わり捕手で出場
- 初打席：同上、9回裏に長谷部康平から一塁ゴロ
- 初安打：2009年5月1日、対東北楽天ゴールデンイーグルス3回戦（クリネックススタジアム宮城）、7回表に永井怜から中前安打
- 初先発出場：2009年9月17日、対福岡ソフトバンクホークス23回戦（スカイマークスタジアム）、9番・捕手で先発出場
- 初打点：2009年9月27日、対千葉ロッテマリーンズ24回戦（千葉マリンスタジアム）、7回表に内竜也から左翼線適時二塁打

### 独立リーグでの打撃成績
| 年 度     | 球 団     | 打 率 | 試 合 | 打 席 | 打 数 | 得 点 | 安 打 | 二 塁 打 | 三 塁 打 | 本 塁 打 | 打 点 | 三 振 | 四 球 | 死 球 | 犠 打 | 犠 飛 | 盗 塁 | 長 打 率 | 出 塁 率 | 併 殺 打 | 失 策 |
| --------- | --------- | ----- | ----- | ----- | ----- | ----- | ----- | -------- | -------- | -------- | ----- | ----- | ----- | ----- | ----- | ----- | ----- | -------- | -------- | -------- | ----- |
| 2014      | 愛媛      | .188  | 43    | 135   | 117   | 5     | 22    | 3        | 1        | 1        | 10    | 31    | 7     | 8     | 3     | 0     | 1     | .256     | .280     | 2        | 1     |
| 通算：1年 | 通算：1年 | .188  | 43    | 135   | 117   | 5     | 22    | 3        | 1        | 1        | 10    | 31    | 7     | 8     | 3     | 0     | 1     | .256     | .280     | 2        | 1     |

### 背番号
- 67 （2003年 - 2014年）
- 125 （2015年 - ）